# Mesoleuca reducta
Mesoleuca reducta là một loài bướm đêm trong họ Geometridae.